# Impatiens zombensis
Impatiens zombensis là một loài thực vật có hoa trong họ Bóng nước. Loài này được Baker mô tả khoa học đầu tiên năm 1897.

## Phân bổ
Loài cây này thường sống ở Zomba miền nam Malawi, Mt Mulanje.

## Môi trường sống
Impatiens zombensis sống trên những tảng đá và bờ suối ẩm ướt, có bóng râm, dọc theo bìa rừng và đôi khi ở những vùng bụi rậm.

## Hình ảnh

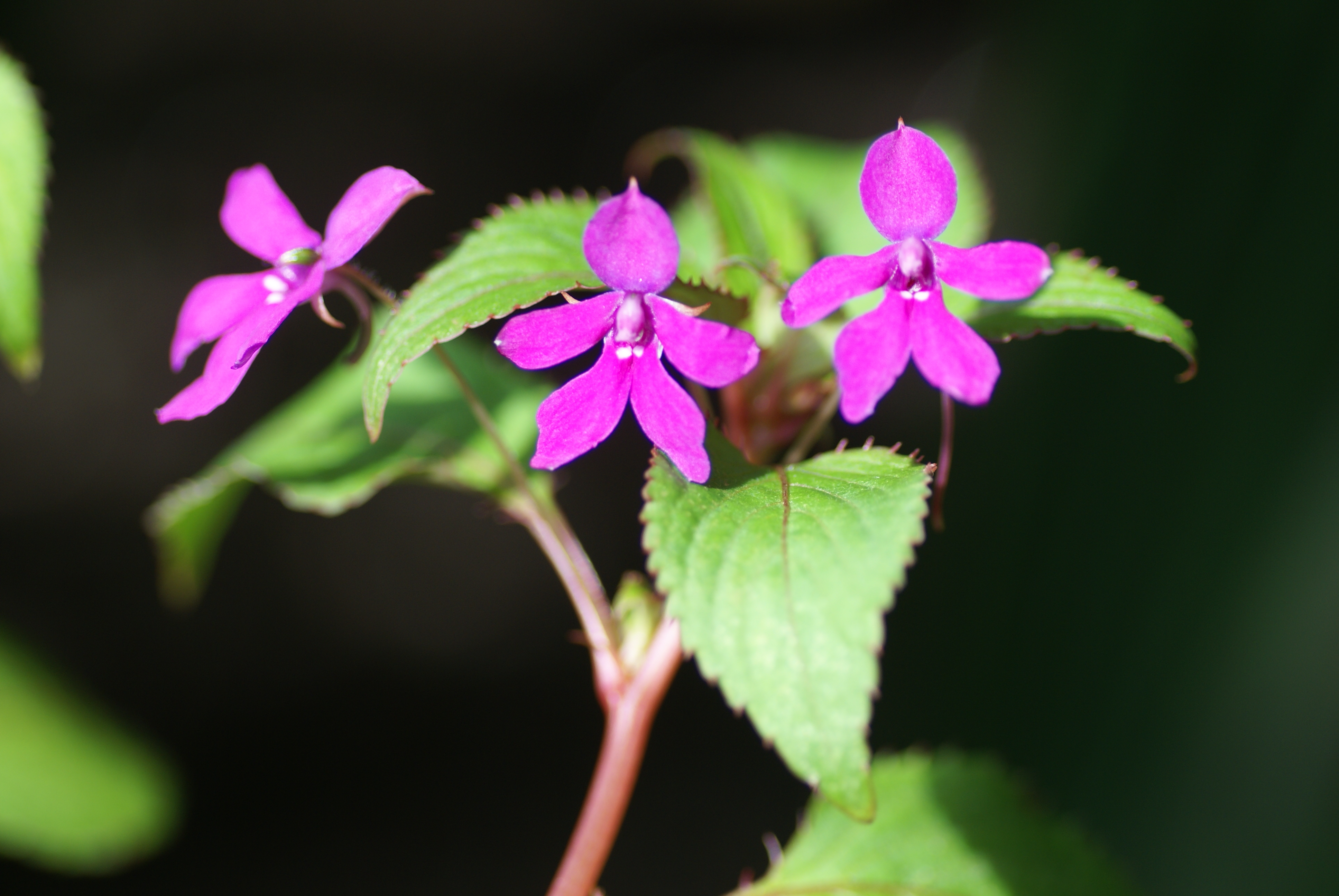
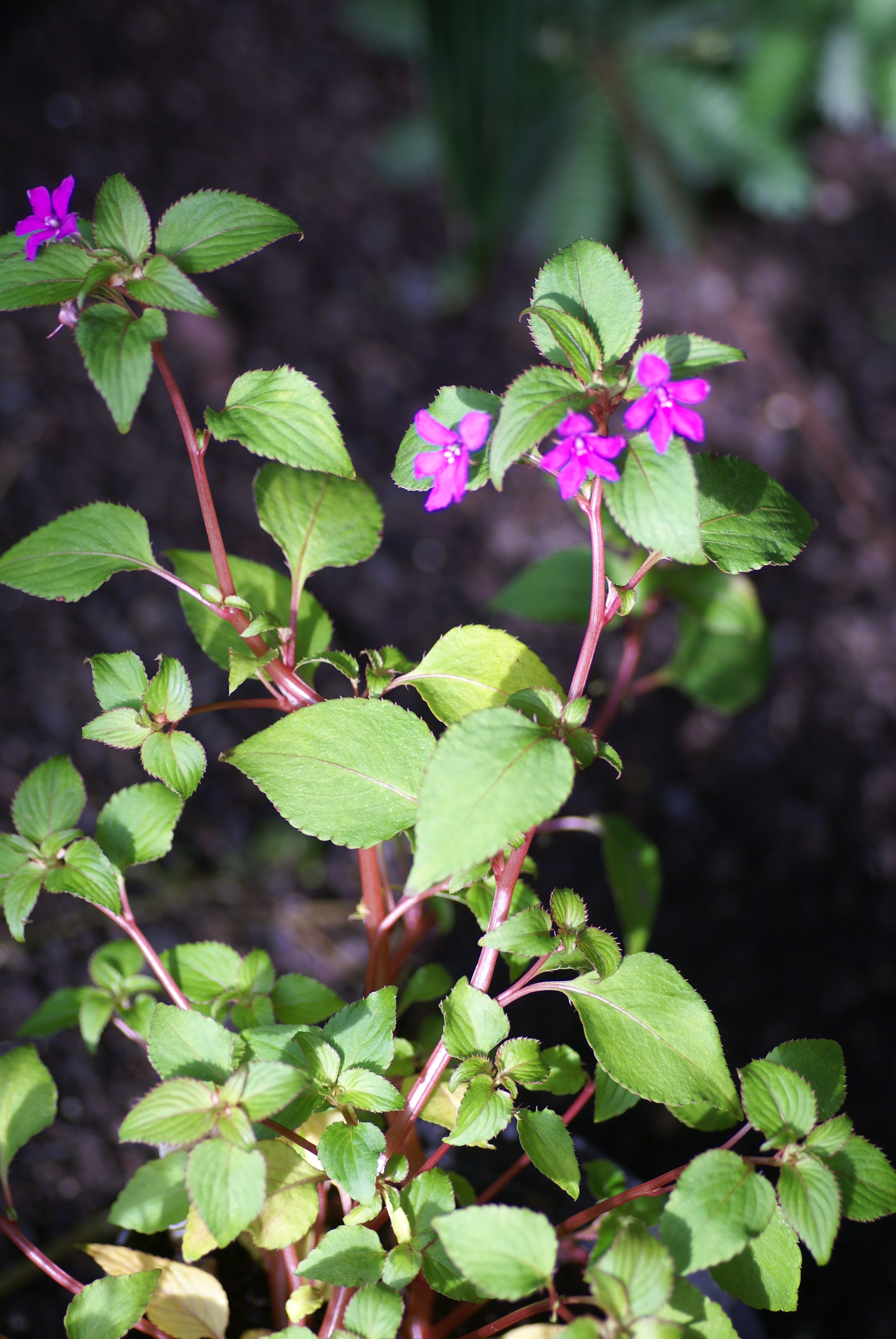
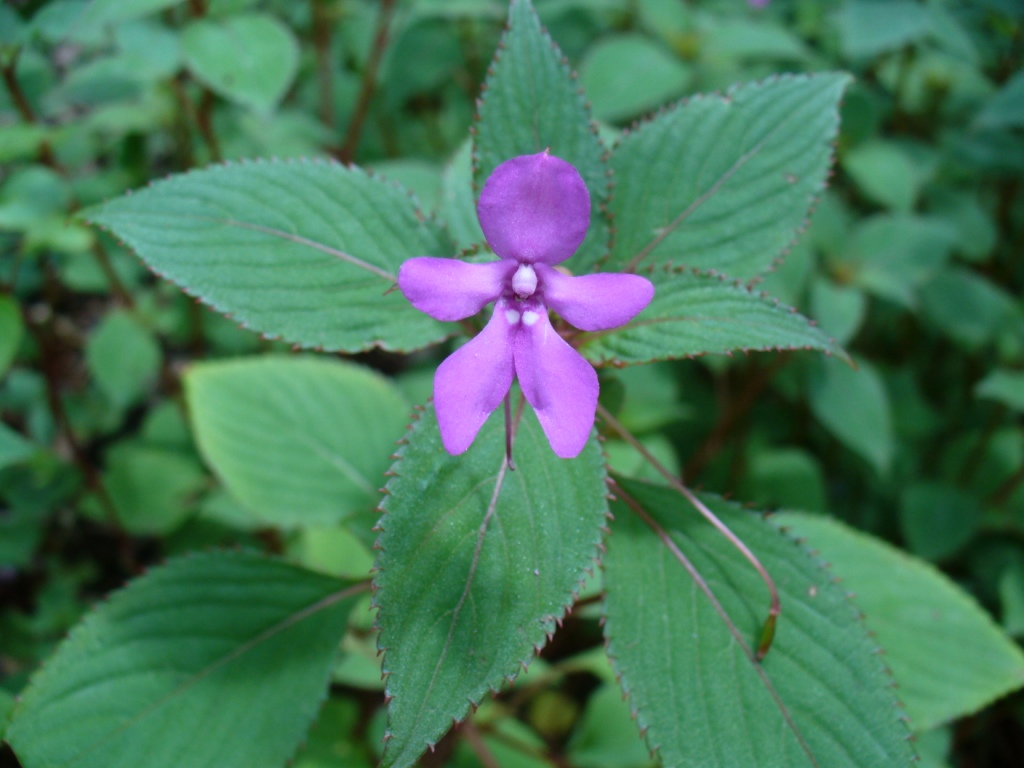